# مؤشر بورصة أمستردام
مؤشر بورصة أمستردام AEX، هو مؤشر بورصة يتألف من الشركات الهولندية التي تتاجر في بورصة نيويورك يورونكست أمستردام،  وكانت تعرف سابقا باسم بورصة أمستردام. بدأت في عام 1983، ويتكون المؤشر من بحد أقصى 25 من السندات الأكثر تداولاً في البورصة. وهو واحد من المؤشرات الوطنية الرئيسية لمجموعة بورصة نيويورك يورونكست جنبا إلى جنب مع بروكسل BEL20 ،كاك 40 في باريس ولشبونة PSI-20.